# 33347 Maryzhu
33347 Maryzhu este o planetă minoră (asteroid), cu un diametru de 3,136 km, din centura de asteroizi. A fost descoperită pe 14 decembrie 1998 la Experimental Test Site⁠(d) de Lincoln Near-Earth Asteroid Research. 
Obiectul prezintă o orbită caracterizată de o semiaxă mare de 2,3834602 UAi, o excentricitate de 0,15, o înclinație de 2,88456 ° în raport cu ecliptica.